# Кінчаківська сільська рада
| Кінчаківська сільська рада — орган місцевого самоврядування у Галицькому районі Івано-Франківської області з адміністративним центром у с. Кінчаки. Історична дата утворення: в 1949 році. Водоймища на території, підпорядкованій даній раді: річка Горожанка. Сільській раді підпорядковані населені пункти: - с. Кінчаки — населення 516 чол.; площа 15,006 кв.км; засн. в 1445 р. - с. Кремидів — населення 178 чол.; площа 10,127 км² - с. Озерце — населення 51 чол.; площа 1,013 км² - с. Садки — населення 73 чол.; площа 4,409 км² |

## Склад ради
Рада складається з 14 депутатів та голови.

### Керівний склад ради
| ПІБ                         | Основні відомості                                            | Дата обрання | Дата звільнення |
| --------------------------- | ------------------------------------------------------------ | ------------ | --------------- |
| Возняк Микола Броніславович | Сільський голова, 1966 року народження, освіта, безпартійний | 26.03.2006   | 31.10.2010      |

Примітка: таблиця складена за даними джерела